# براندون كيرش
براندون كيرش (بالإنجليزية: Brandon Kirsch)‏ هو لاعب كرة قدم أمريكية أمريكي، ولد في 13 أكتوبر 1983 في لبنان في الولايات المتحدة.

## روابط خارجية
- براندون كيرش على موقع كلية كرة القدم في سبورتس رفرنس.كوم (الإنجليزية)